# Margareta av Sancerre
Margareta av Sancerre, död 1418, var en fransk vasall, regerande grevinna av Sancerre mellan 1403 och 1418. Genom hennes giftermål förenades grevskapet Sancerre med dauphinatet Auvergne.